# Dorothy Heyward

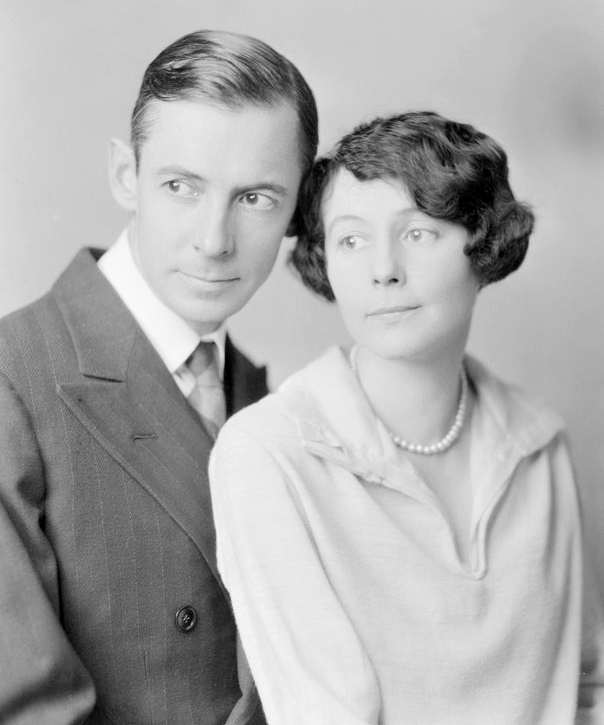
DuBose und Dorothy Heyward (1927)

Dorothy Hartzell Heyward, geb. Kuhns (* 6. Juni 1890 in Wooster, Ohio; † 19. November 1961 in New York City) war eine US-amerikanische Dramatikerin. 

## Leben
Heyward studierte nach dem Besuch der National Cathedral School in Washington, D.C. am Radcliffe College, bevor sie an der Harvard University ihre Studien fortsetzte und an George Pierce Bakers Schreibwerkstatt Workshop 47  teilnahm. 1923 heiratete sie den Autor DuBose Heyward, den sie 1922 in der MacDowell Colony kennengelernt hatte. Sie schrieb mehrere Dramen, so Nancy Ann (1924), Love in a Cupboard (1926) und Set My People Free (1948), und adaptierte außerdem einige der Texte ihres Mannes für die Bühne. So überzeugte sie ihn, dass seine Novelle Porgy (1924) sich für eine Bühnenversion eignet, und arbeitete sie zum Theaterstück um, das 1927 auf dem Broadway erfolgreich aufgeführt wurde. Darauf beruht das Libretto der Gershwin-Oper, so dass sie auch eine der Urheberinnen von Porgy and Bess ist, obwohl sie als solche nie offiziell genannt wird. Sie richtete ebenso die Mamba's Daughters ihres Mannes für die Bühne ein (1939). Diese Bühnenfassung hatte eine wichtige Funktion für das Folk Theater Movement. Mit Howard Rigsby verfasste sie das Broadway-Stück South Pacific (1943), das mit dem gleichnamigen Stück von Rodgers und Hammerstein (1948) jedoch nichts zu tun hat.
Aus der Ehe ging eine Tochter, Jenifer (1930–1984), hervor.